# Dichonia
Dichonia är ett släkte av fjärilar som beskrevs av Jacob Hübner 1821. Dichonia ingår i familjen nattflyn, Noctuidae.

## Dottertaxa tillDichonia, i alfabetisk ordning[1][2]
Dichonia (Dichonia) Hübner
- Dichonia (Dichonia) aeruginea Hübner, 1803
  - Dichonia (Dichonia) aeruginea tephroptila Warren, 1910
  - Dichonia (Dichonia) aeruginea topali Ronkay & Varga, 1986
- Dichonia (Dichonia) convergens [Denis & Schiffermüller] , 1775, Gråbrunt ekfly

Dichonia (Griposia) Tams, 1939
- Dichonia (Griposia) aprilina 'Linnaeus, 1758', Grönt ekfly
- Dichonia (Griposia) pinkeri Kobes, 1973
- Dichonia (Griposia) skyvai Dvorák & Sumpich, 2010
- Dichonia (Griposia) wegneri Kobes & Fibiger, 2003